# Jonathan Gibson
Jonathan Gibson, né le 8 novembre 1987 à West Covina en Californie, est un joueur américain de basket-ball professionnel évoluant au poste de meneur.

## Biographie
Après une bonne NBA Summer League 2016 avec les Mavericks de Dallas, il signe un contrat de trois ans en juillet mais est licencié en octobre.
Le 10 avril 2019, il signe jusqu'à la fin de saison avec les Celtics de Boston.